# 中國春天百貨
中國春天百貨集團有限公司 （前港交所上市代碼：0331.HK）是一家在香港交易所上市的零售業公司。集團在中國營運及管理百貨店及折扣商店中心。
大家值得注意是香港上市寶姿時裝創辦人陳啟泰兄弟。
本集團以招股價1.65-2港元，發行15億股，集資額24.75-30億港元，2009年12月15日上市。
2013年1月30日中國春天百貨大股東陳啟泰，把其持有39.53%股份，在1月24日以每股1.2元現金價格，16.64億股，涉資19.968億元，出售予屬國企的連鎖百貨集團北京王府井國際商業發展公司旗下全資 BELMONT HONG KONG LTD.（貝爾蒙特）並計劃向其他股東提出全購，每股現金代價為1.2元，而期權要約價為面值每份期權0.1港仙。若春天百貨向其他股東所提出的全購